# Stenorhopalus andinus
Stenorhopalus andinus är en skalbaggsart som först beskrevs av Cerda 1968.  Stenorhopalus andinus ingår i släktet Stenorhopalus och familjen långhorningar. Inga underarter finns listade i Catalogue of Life.